# Samsung Galaxy Tab 3
Il Galaxy Tab 3 è una linea di Tablet della casa sud coreana Samsung, facente parte della serie Samsung Galaxy, immesso nel mercato nel settembre 2013, in sei versioni dalle diverse caratteristiche tecniche. Essi appartengono alla terza generazione della serie Samsung Galaxy Tab e montano di base, come sistema operativo, Android 4.1.2/4.2.2 Jelly Bean.

## Versioni

### Versioni principali
In Italia e in altri paesi è disponibile in sei versioni:
- Samsung GT-P5210: modello con schermo da 10.1" dotato di connettività Wi-Fi (RAM 1 GB);
- Samsung GT-P5200: modello con schermo da 10.1" dotato di connettività 3G + Wi-Fi (RAM 1 GB);
- Samsung GT-P5220: modello con schermo da 10.1" dotato di connettività LTE + Wi-Fi (RAM 2 GB);
- Samsung SM-T310: modello con schermo da 8.0" dotato di connettività Wi-Fi;
- Samsung SM-T311: modello con schermo da 8.0" dotato di connettività 3G + Wi-Fi;
- Samsung SM-T210: modello con schermo da 7.0" dotato di connettività Wi-Fi;
- Samsung SM-T211: modello con schermo da 7.0" dotato di connettività 3G + Wi-Fi.

### Versioni per particolari paesi
Per il mercato internazionale sono disponibili delle varianti del GT-P5200, del SM-T311 e del SM-T210:
- Samsung GT-P5220: modello con schermo da 10.1" dotato di connettività LTE;
- Samsung SM-T315: modello con schermo da 8.0" dotato di connettività LTE;
- Samsung SM-T215: modello con schermo da 7.0" dotato di connettività LTE.

Per gli Stati Uniti è disponibile una variante del GT-P5210:
- Samsung SM-T210R: modello con schermo da 7.0" dotato di connettività Wi-Fi.

Per la Cina è disponibile una variante del GT-P5210:
- Samsung SM-T212: modello con schermo da 7.0" dotato di connettività Wi-Fi.

### Versioni per bambini
Per la Corea del Sud (in Cina, Europa, USA, Africa, Sud Est Asiatico e America del Sud sarà disponibile entro la fine del mese di settembre 2013) è disponibile una speciale variante del SM-T210 denominata Samsung Galaxy Tab 3 Kids:
- Samsung SM-T2105: modello con schermo da 7.0" dotato di connettività Wi-Fi.

Esso si differenzia esteticamente dal modello base per la colorazione gialla, un bumper protettivo di colore arancione (per favorire una migliore presa e proteggerlo da urti e cadute), una penna capacitiva per disegnare a mano libera e una basetta per tenerlo in posizione quasi verticale.
Il sistema operativo Android ha invece una interfaccia utente fortemente personalizzata, con tanto di controllo parentale per limitare l'uso o il download di determinate applicazioni dal Google Play più una serie di app funzioni dedicate ai più piccoli, come giochi e software per l'apprendimento.

## Caratteristiche tecniche principali
La serie Galaxy Tab 3 monta l'interfaccia utente proprietaria Samsung, denominata TouchWiz Nature UX.
Il processore utilizzato per tutte e sei le versioni è un dual core da 1.6 GHz (per le versioni da 10.1"), da 1.5 GHz (per le versioni da 8.0") e da 1.2 GHz (per le versioni da 7.0") al quale è abbinato 1 GB di RAM (per le versioni da 10.1" e da 7.0") e 1,5 GB di RAM ( per le versioni da 8.0"). La memoria integrata è di 8 GB per i modelli da 7.0" mentre raggiunge i 16 GB per le varianti da 8.0" e da 10.1".
Lo schermo è di tipo LCD con risoluzione di 1024 x 600 pixels per il modello da 7.0" (170 dpi), mentre di 1280 x 800 pixels per l'8.0" (189 dpi) e il 10.1" (149 dpi).
Tutti i dispositivi supportano la compatibilità con schede di memoria microSD e microSDHC fino a 32 GB (64 GB per le versioni da 10.1" e da 8.0"). Sono dotati di Wi-Fi 802.11 a/b/g/n con Channel Bonding e Bluetooth 3.0 per versione da 7.0", 4.0 per versione da 8.0" e 10.1", nonché della tecnologia DLNA per la condivisione di contenuti su altri dispositivi, Tethering USB, Router Wi-Fi, IR LED e Samsung Link.
La versione da 7.0" è dotato di una batteria da 4000 mAh, la versione da 8.0" di una batteria da 4450 mAh mentre la versione da 10.1" è di 6800 mAh: in tutti i casi non è removibile.
Tutte le versioni dispongono della tipologia di ingresso micro-USB e non proprietario della Samsung, come nella serie Samsung Galaxy Tab 2, e nei modelli con 3G di MicroSIM.

## App predefinite
Samsung Apps, Video Hub, Music Hub, S Voice, Games Hub (le piattaforme per scaricare app, film, musica e giochi), WatchON (l'app per trasformare il dispositivo in una sorta di telecomando interattivo), Story Album (foto), Group Play (musica in condivisione) e BuonAPPetito (ricette). Quelle indipendenti sfruttano una serie di accordi con Web company (Dropbox), società editoriali (RCS) e di intrattenimento (Disney) per la fornitura (gratuita per 6 mesi/1 anno su Galaxy Tab 3 10.1") di spazio cloud, quotidiani online, e-book e riviste per ragazzi.

## Aggiornamenti ufficiali del sistema operativo

### (GT-P5210) Versione da 10.1" Wi-Fi
- Aggiornamento ad Android Jelly Bean 4.2.2 No Brand (24 ottobre 2013)

### (GT-P5200) Versione da 10.1" 3G + Wi-Fi
- Aggiornamento ad Android Jelly Bean 4.2.2 No Brand (1º novembre 2018)
- Aggiornamento ad Android Jelly Bean 4.2.2 Brand Vodafone (1º novembre 2018)
- Aggiornamento ad Android Kitkat 4.4.2 No Brand (2018)

## Successori
Questo modello è stato sostituito nel giugno 2014 dal Samsung Galaxy Tab 4 con CPU Quad-Core da 1.2 GHz, display TFT 1280 x 800 (WXGA), risoluzione CMOS 3.0 MP e memoria interna da 16 GB .